# NGC 4638
NGC 4638 (ook: NGC 4667) is een elliptisch sterrenstelsel in het sterrenbeeld Maagd. Het hemelobject werd op 15 maart 1784 ontdekt door de Duits-Britse astronoom William Herschel.

## Synoniemen
- UGC 7880
- MCG 2-32-187
- ZWG 70.229
- ZWG 71.6
- VCC 1938
- PGC 42728